# Barkhad Abdi
Barkhad Abdi (ur. 10 kwietnia 1985 w Mogadiszu) – somalijsko-amerykański aktor filmowy. Był nominowany do nagrody Złotego Globu, Oscara, nagrody Aktora. Otrzymał nagrodę BAFTA za najlepszą rolę drugoplanową w filmie Kapitan Phillips (2013) i dwie nagrody Czarnych Szpul za tę samą rolę.

## Wybrana filmografia

### Filmy
- 2013: Kapitan Phillips jako Abduwali Muse
- 2015: Eye in the Sky jako Jama Farah
- 2016: Grimsby jako Tabansi Nyagura
- 2017: Blade Runner 2049 jako Doc Badger

### Seriale TV
- 2015: Hawaii Five-0 jako Roko Makoni (sezon 5, odc. 15)
- 2016: Głowa rodziny (Family Guy) jako Abduwali Muse (głos)
- 2019: Castle Rock jako Abdi Omar